# Герасименко Андрій Володимирович
Андрі́й Володи́мирович Герасиме́нко — полковник Збройних сил України, учасник російсько-української війни.

## Нагороди
За особисту мужність і героїзм, виявлені у захисті державного суверенітету та територіальної цілісності України, вірність військовій присязі під час російсько-української війни нагороджений
- орденом Данила Галицького (23.4.2015).